# CE Europa
CE Europa is een Catalaanse voetbalclub uit Barcelona, met een hechte band met Gràcia, in Catalonië, Spanje. De club is opgericht in 1907 en het eerste mannenelftal komt uit in Groep 3 van de Segunda Federación, de vierde categorie in het Spaanse voetbal. Het eerste vrouwenelftal is actief in de Segunda Federación (damesvoetbal), het derde niveau van het Spaanse voetbal. Bovendien komt het reserveelftal van de mannen uit in de Tercera Federación, het vijfde niveau, en het hoogste mannenteam onder 19 uit in de División de Honor, de hoogste categorie in Spanje. Het stadion van CE Europa is het Nou Sardenya, met een capaciteit van 4.000 toeschouwers.
In 2021 verklaarde Europa zich formeel tegen racisme, fascisme, seksisme en homofobie, als eerste club in Catalonië, na een stemming onder de clubleden om de statuten aan te passen. Hierna begon de club initiatieven en acties om deze waarden in de praktijk te brengen.
De gouden jaren van Europa waren de jaren twintig. In 1918-19 promoveerde de club voor het eerst naar het hoogste niveau van het Catalaanse voetbal, gezien de Spaanse competities nog niet bestonden. In 1922-23 kroonde Europa zich kampioen van Catalonië, door FC Barcelona in de finale in Girona te verslaan. Deze overwinning gaf Europa een entreebewijs voor de Copa del Rey, waar de club het toernooi als verliezend finalist tegen Athletic Club afsloot.
De club is vooral bekend om de voetbalafdeling, die in 1929, samen met stadsgenoten FC Barcelona en RCD Espanyol, een van de tien oprichters van La Liga was. Europa nam deel aan de Primera División in de seizoenen 1929, 1929-30 en 1930-31. De volgende sterke jaren waren de jaren zestig, toen Europa vijf opeenvolgende seizoen in de Segunda División speelde. In totaal heeft CE Europa de Copa Catalunya drie keer gewonnen: in 1997 en 1998 door het eerste elftal van FC Barcelona te verslaan en in 2015 tegen Girona FC.
Europa's goede reputatie, voornamelijk in de jaren twintig, maakte de club erg aantrekkelijk voor buitenlandse teams om een wedstrijd tegen het Catalaanse team te spelen. Zo heeft Europa vriendschappelijke wedstrijden gespeeld tegen onder andere FC Bayern München, FC Porto, Birmingham City FC, NAC Breda, Fortuna Sittard, Hamburger SV, Estudiantes de la Plata, Montpellier HSC, Udinese Calcio, Legia Warschau en AC Sparta Praag.
Momenteel kent Europa een intense rivaliteit met UE Sant Andreu, die elkaar in de Pla de Barcelona-derby ontmoeten. Echter hebben de supporters van Europa door de jaren heen verschillende teams als aartsrivaal gezien, zoals FC Barcelona in de jaren twintig, UE Sants in de jaren veertig en vijftig en FC Martinenc in de jaren tachtig en negentig.
Daarnaast had Europa een van de oudste basketbalteams van Spanje. Zo speelde Europa op 8 december 1922 tegen Laietà BC de eerste georganiseerde basketbalwedstrijd in Spanje (8-2 gewonnen door Europa). In de jaren twintig won Europa het Catalaanse kampioenschap basketbal tweemaal, in 1924 en in 1926.
Andere afdelingen die de club heeft gekend zijn atletiek, hockey, rugby, honkbal, zaalvoetbal en E-sport, waarvan alleen de laatste twee nog actief zijn.

## Symbolen

### De clubkleuren
Van de oprichting in 1907 tot 1918 droegen Europa's spelers een shirt met blauwe en witte verticale strepen met een blauw broekje. In 1918 wijzigde het shirt naar een volledig wit ontwerp met een blauwe hals. Sinds 1926 speelt Europa met een wit shirt met een blauwe V, wat een van de belangrijkste symbolen van de club is geworden. Ondanks dat er geen duidelijke verklaring is voor deze tenuekeuze, wordt het algemeen geaccepteerd dat het tenue geïnspireerd is op dat van Birmingham City FC, dat een paar jaar eerder Barcelona had bezocht.
In het seizoen 2007-08, het seizoen van het honderdjarig bestaan van de club, combineerde de club de blauwe hals met de blauwe V.
De sokken van Europa waren tot 1955 zwart of een andere donkere kleur (een gebruik bij alle clubs in die tijd), waarna de club witte met donkere sokken afwisselde. Van 1961 tot 2007 speelde Europa met witte sokken en sinds het honderdjarig bestaan dragen de spelers altijd blauwe sokken.

### Het logo
Het huidige logo, dat is gemoderniseerd door de jaren heen, verscheen voor het eerst in 1915 en verving het logo dat tussen 1907 en 1915 werd gebruikt. De ontwerper van het nieuwe logo was Jacint Olivé Font, een lokale artiest en oud-speler van Europa. Het logo bevat de originele clubkleuren (witte en blauwe strepen), de initialen en twee van de belangrijkste onderdelen van het voetbal: de bal en het doel.

### Het clublied
Titel: 
Europa, sempre endavant
Schrijver en producent: Robert Baquero
Europa, Europa, Europa sempre endavant!
no tinguem por del que vindrà, el futur hem de guanyar!
Europa, Europa, Europa sempre endavant!
que la nostra fe en la victòria a tothom faci vibrar
Portem amb orgull el blau escapulari
Sentim els colors ben endintre del cor
Europa, Europa, Europa sempre endavant!
que la nostra fe en la victòria a tothom faci vibrar...
i que la nostra gran història poc a poc poguem retrobar
Europa, Europa, Europa... endavant, endavant!
Vertaling naar het Nederlands:
Europa, Europa, Europa altijd vooruit!
Laten we niet bang zijn voor wat dat komen zal, we moeten de toekomst veroveren!
Europa, Europa, Europa altijd vooruit!
Laat ons vertrouwen in de overwinning iedereen doen bibberen!
We dragen de blauwe V met trots
We voelen onze kleuren diep in ons hart
Europa, Europa, Europa altijd vooruit!
Laten we niet bang zijn voor wat dat komen zal, we moeten de toekomst veroveren!
En opdat we onze geschiedenis beetje bij beetje weer kunnen herstellen!
Europa, Europa, Europa altijd vooruit!

## Stadion

### Nou Sardenya
Europa speelt haar thuiswedstrijden in het Nou Sardenya, geopend op 1 december 1940 en compleet gerenoveerd tussen 1992 en 1995. Het stadion ligt in de Vila de Gràcia, Gràcia, tussen de straten Sardenya (waar het stadion naar is vernoemd), Camèlies en Pau Alsina. Het heeft een capaciteit van 4.000, kunstgras en dimensies van 100x63 meter.

### Camp de l'Àliga
Sinds 2001 speelt een deel van de jeugdteams van Europa in het Camp de l'Àliga, een gemeentelijk stadion gebouwd in 1991 in de wijk Vallcarca i els Penitents, in het district Gràcia. Dankzij de beschikbaarheid van dit stadion heeft Europa de jeugdafdeling en voetbalschool flink kunnen uitbreiden. Het veld was eerst van aarde, maar is sinds 2004 van kunstgras.

### Vorige stadions
Door de jaren heen heeft Europa in verschillende stadions in Barcelona gespeeld. Van al deze stadions was het Camp del Guinardó de meest belangrijke en grootste.
- Tussen 1907 en 1909 speelde Europa op een bescheiden veld tussen de straten Indústria, Sant Antoni Maria Claret, Trinxant en Guinardó, in de wijk Camp de l'Arpa del Clot. Aangezien dat veld niet aan de eisen van de Catalaanse Voetbalfederatie (FCF) voldeed kon Europa in deze jaren nog niet meedoen aan officiële competities.
- In 1909 huurde Europa een veld tussen de straten Mallorca, Sicília, Provença en Nàpols, erg dicht bij de Sagrada Família. Na drie jaar vertrok Europa noodgedwongen uit dit stadion vanwege de uitbreiding van l'Eixample.
- In 1912 trok Europa in een ander veld dat pal naast de Sagrada Família lag, ditmaal tussen de straten Lepant, Còrsega, Padilla en Rosselló. Vijf jaar later moest Europa weer vertrekken, vanwege de aanleg van de Avinguda de Gaudí.
- In 1917 opende Europa haar vierde veld: het Camp de la Marina, aan de straat met dezelfde naam. Verder lag het aan de straten Rosselló, Còrsega en Sardenya. De verhuizing was een initiatief van Joan Matas Ramis, de toenmalige president van Europa, die de ambitie had om van zijn club een van de sterkste teams van Catalonië te maken. Dit was het laatste stadion in El Poblet, de wijk om de Sagrada Família heen.
- In 1920 verhuisde Europa naar een veld in El Camp d'en Grassot, op het eiland tussen de straten Indústria, Sardenya, Sant Antoni Maria Claret en Sicília. Dit veld stond bekend als het Camp de Sicília, had een capaciteit van 3.000 en was Europa's thuisstadion tijdens het succesvolle seizoen 1922-23. Daarnaast was dit het veld waarop de eerste georganiseerde basketbalwedstrijd in Spanje werd gespeeld.
- In 1923 opende Europa het historische Camp del Guinardó, ook wel bekend als het Camp dels Cuartells vanwege de ligging naast de Lepant barakken. Dit veld lag tussen de straten l'Encarnació, Lepant, Taxdirt en Alcalde de Móstoles. Het stadion had een capaciteit van 19.000 toeschouwers en was een van de eerste tien stadions van de Primera División.
- In 1932, nadat het eerste team was opgeheven en de club in zwaar weer verkeerde, trok Europa in het kleine Camp de Mariscal Jofre aan de Avinguda dels Quinze in Vilapicina, Horta, ver weg van Gràcia.
- In 1935 kreeg Europa de mogelijkheid om terug te keren naar Gràcia, concreet in een veld tussen de straten Providència, Sardenya en Pau Alsina, vlak naast het huidige Nou Sardenya. Dit Camp de la Providència kon na de Spaanse Burgeroorlog niet meer gebruikt worden, omdat het te veel schade had geleden.
- Tussen 1939 en 1940 had Europa geen eigen stadion, aangezien de constructie van een nieuw stadion op eigen houtje lang duurde. Bestuursleden en supporters kapten op vrijwillige basis het bos naast het oude Camp de la Providència neer, waar ze het Camp de Sardenya bouwden, dat op 1 december 1940 geopend werd. Op 4 mei 1995 werd het Nou Sardenya geopend na drie jaar van complete renovatie.

## Geschiedenis
Bronnen:

### Oorsprong
Club Esportiu Europa werd op 5 juni 1907 gevormd na de fusie tussen twee bescheiden clubs uit Barcelona, Madrid de Barcelona FC en Provençal FC. Het bleek moeilijker te zijn om een nieuwe club te registreren bij de Catalaanse Voetbalfederatie (FCF) dan om een bestaande club over te nemen, waarna de bestuurders besloten om de schulden af te betalen van het noodlijdende Europa FC, waarvan de naam werd behouden. De oprichtingsakte werd getekend in de bar bodega La Roca, aan de Carrer de Sicília, 290, in Barcelona.

### Jaren 1900 en 1910. De eerste stappen
In 1909 nam Europa voor het eerst deel aan de tweede divisie van het Catalaanse kampioenschap, gegeven dat de Spaanse competities nog niet bestonden. In 1913-14, 1914-15 en 1915-16 kwalificeerde de club zich voor de play-off om promotie, maar zonder succes.
In 1917-18 degradeerde Europa naar de derde divisie na een competitiehervorming. In de twee seizoenen die volgden behaalde de ploeg promotie, waarna ze debuteerden op het hoogste niveau van het Catalaanse voetbal.

### Jaren 1920. De gouden jaren
In de jaren twintig beleefde Europa haar meest succesvolle momenten. De club groeide uit tot de op één-na-sterkste voetbalclub in Catalonië, onder FC Barcelona en boven RCD Espanyol. In 1920-21 en 1921-22 eindigde Europa tweede in het Catalaanse kampioenschap en in het seizoen daarna veroverden ze de titel met de Engelse coach Ralph Kirby. Europa was dat seizoen op evenveel punten geëindigd als FC Barcelona, waarna een beslissende finale werd gehouden in het Camp de Vista Alegre, Girona, die met 1-0 door Europa werd gewonnen. In die tijd was Europa de tweede club met de meeste leden in Catalonië: 6.000. Daarnaast had de club toen meerdere afdelingen.
De Catalaanse titel gaf Europa het recht om mee te doen aan de Copa del Rey, waarin het tegen de kampioenen van andere delen van Spanje speelde. La Liga bestond nog niet, wat betekende dat de Copa del Rey het belangrijkste en meest prestigieuze toernooi van Spanje was. Na Real Sporting de Gijón en Sevilla FC te verslaan, belandde Europa in de finale, maar verloor die van Athletic Club (1-0) in het Camp de Les Corts, Barcelona. Volgens de lokale pers was Europa het dominante team en schoot twee keer op de paal.
Europa eindigde tweede in het Catalaanse kampioenschap in 1923-24, 1926-27, 1927-28 en 1928-29.
In 1928 werd Europa uitgenodigd als een van de 10 clubs die meededen aan de eerste editie van de Primera División, samen met alle andere finalisten van de Copa del Rey. De club maakte haar debuut in de competitie tegen Real Madrid CF en verloor 5-0. Een week later ontving Europa Arenas Club de Getxo en won 5-2 dankzij de eerste zuivere hattrick in de geschiedenis van La Liga, op naam van Manuel Cros. Tijdens dit debuutseizoen versloeg Europa onder andere Real Madrid (5-2) en Atlético Madrid (4-1) in eigen huis en eindigde op de achtste plaats. Europa speelde drie seizoenen in de Primera División: 1929, 1929-30 en 1930-31. Na het derde seizoen degradeerde de club naar de Segunda División.

### Jaren 1930. Een zware crisis
In 1931 fuseerde Europa met Gràcia FC, voormalig bekend als FC Espanya de Barcelona, om te overleven. De crisis bij Europa werd veroorzaakt door de hoge kosten van deelname aan La Liga en de opkomst van professionalisering in het voetbal. De nieuwe club ging Catalunya FC heten. Dit project was echter geen succes. Tijdens het seizoen 1931-32 van de Segunda División werd Catalunya FC geschorst vanwege financiële problemen. De club werd in de zomer van 1932 opgeheven.
Tijdens datzelfde seizoen hadden sommige clubleden van Europa die het niet eens waren met de fusie een amateurteam van Europa in leven gehouden met de originele identiteit van Europa. Dankzij deze leden heeft de geest van de club nooit opgehouden te bestaan, ondanks dat het eerste team onder een andere naam was verdergegaan en later werd opgeheven. Langzamerhand werd de club opnieuw opgebouwd vanuit de laagste divisie van het Catalaanse voetbal. De bestuursleden huurden een nieuw stadion, konden een team opbouwen en hielden zo Europa in leven. In 1935-36 keerde Europa bijna terug naar de hoogste divisie van het Catalaanse kampioenschap, dat in die tijd naast de Spaanse competities bestond.
Na het begin van de Spaanse Burgeroorlog in 1936 ging het voetbal in Catalonië door, ondanks de moeilijkheden. Tijdens deze periode behaalde Europa promotie naar de hoogste categorie van het Catalaanse voetbal. In 1939 moest Europa op zoek naar een nieuw veld, aangezien het Camp de la Providència beschadigd was geraakt en niet meer gebruikt kon worden. Na de oorlog besloten de nieuwe autoriteiten om alle resultaten die tussen 1936 en 1939 waren behaald ongeldig te verklaren, wat betekende dat Europa werd teruggezet naar het tweede niveau van het Catalaanse voetbal.
In 1939-40 eindigde Europa tweede, maar kon niet promoveren naar het hoogste niveau omdat de regionale competities werden opgeheven om plaats te maken voor regionale divisies die onderdeel uitmaakten van de Spaanse voetbalpyramide. Tot 1940 opereerden de regionale competities namelijk onafhankelijk van de Koninklijke Spaanse Voetbalfederatie. Tussen 1939 en 1940 speelde Europa thuiswedstrijden in de stadions van andere lokale clubs, zoals FC Martinenc, UE Sant Andreu en UE Sants.

### Jaren 1940. Deelname aan de regionale divisies
Na de verdwijning van het Catalaanse Kampioenschap plaatste Europa zich voor de Primera A voor het seizoen 1940-41, de competitie die direct onder de nationale Tercera División zat. De resultaten van Europa waren niet goed genoeg en leidden tot degradatie. Desondanks waren er ook positieve ontwikkelingen, zoals de opening van het Camp de Sardenya in 1940.
Na twee seizoenen in de Primera B keerde Europa terug naar de Primera A en speelde in deze competitie van 1943 tot 1951.

### Jaren 1950. Debuut in de Tercera División
In 1950-51 speelde Europa een uitstekend seizoen en debuteerde in de Tercera División, het toenmalige derde niveau. Europa speelde in deze divisie van 1951 tot 1963 zonder te veel moeite en streed af en toe zelfs mee om promotie naar de Segunda División.

### Jaren 1960. Promotie naar de Segunda División
In 1961-62 kroonde Europa zich tot kampioen van de Tercera División, maar promoveerde niet na de play-off te verliezen van UP Langreo. In 1962-63 eindigde Europa wederom bovenaan en had deze keer meer succes, door UD Mahón (4-0 en 2-2) en Caudal Deportivo (1-1 en 6-2) te verslaan in de play-off en zo te promoveren naar de Segunda División, het tweede niveau.
Europa nam vijf jaar achter elkaar deel aan de Segunda División, van 1963 tot 1968. Deze periode wordt dan ook gezien als de tweede glorieperiode van de club. Europa's beste seizoen was 1963-64, toen ze derde eindigden en het hele seizoen meedongen om de terugkeer naar de Primera División. Een andere bijzondere prestatie was de overwinning op Real Zaragoza van los Cinco Magníficos in de Copa del Rey van 1966-67, de regerend kampioen van die competitie. Tijdens datzelfde seizoen eindigde Europa zesde in de Segunda División.
De competitiehervorming van 1967-68, waarin de Segunda División werd verkleind van twee groepen naar één, leidde tot Europa's degradatie naar de Tercera División.

### Jaren 1970 en 1980. Moeilijke tijden
Na de degradatie van 1968 speelde Europa een aantal goede seizoenen, maar behaalde geen promotie. In 1974 daalde de club zelfs af naar de Regional Preferent. Dit waren moeilijke tijden voor de club, maar in 1977 keerde Europa weer terug naar het derde niveau.
Na deze promotie eindigde Europa vooral in het rechterrijtje en degradeerde uiteindelijk opnieuw in 1986, waarna er weer drie seizoenen nodig waren om terug te keren naar de Tercera División.
In het seizoen 1985-86 veranderde Europa haar officiële naam van het Spaanse Club Deportivo Europa naar het Catalaanse Club Esportiu Europa.

### Jaren 1990. Twee overwinningen in de Copa Catalunya
Na terug te keren naar de Tercera División speelde Europa een aantal sterke seizoenen en streed zelfs om promotie naar de Segunda División B, wat in 1977 het derde niveau van het Spaanse voetbal was geworden. Desondanks eindigde Europa in de seizoenen daarna in het rechterrijtje.
Tussen 1992 en 1995 kon Europa geen wedstrijden in het Sardenya spelen. De Gemeente Barcelona, eigenaar van de grond waar het stadion op lag, besloot om het stadion compleet te herbouwen. De renovatie begon met de aanleg van een ondergrondse parkeergarage, waarna de tribunes, het veld, een zwembad en een sportschool werden aangelegd. Daarnaast beschikt het nieuwe stadion over kunstgras en veel moderne faciliteiten. In de tussentijd speelde Europa haar thuiswedstrijden in de stadions van FC Martinenc en UA Horta.
Ondanks de moeilijkheden verbeterden Europa's resultaten in deze periode. In 1993-94 eindigde Europa vierde en plaatste zich voor de play-off om promotie naar de Segunda División B, waarin hun doel bereikt werd door te winnen van CD Roldán uit Murcia, CD Montuïri uit Mallorca en Pinoso CF uit Valencia.
Het seizoen 1994-95 was, puur uit een sportief oogpunt, dramatisch. Europa had een laag budget voor het derde niveau en degradeerde. Aan de andere kant werd dat seizoen het Nou Sardenya geopend door de gemeente, op 4 mei 1995. Het was te laat om bij te dragen in de strijd tegen degradatie, maar het bleek een boost voor de club in de jaren die volgden. Op 15 augustus 1995, op de dag van het wijkfeest Festa Major de Gràcia, organiseerde Europa een eigen stadionopening. De vriendschappelijke wedstrijd tegen UE Lleida werd zo de eerste editie van het inmiddels jaarlijkse zomertoernooi Trofeu Vila de Gràcia.
Na de opening van het Nou Sardenya kwalificeerde de club zich voor de play-offs om promotie naar de Segunda División B in 1995-96, 1996-97, 1998-99 en 2000-01, maar zonder succes. Ondertussen werden meer edities van de Trofeu Vila de Gràcia georganiseerd en ontwikkelde Europa haar voetbalschool.
De belangrijkste sportieve prestatie uit dit decennium waren de titels van de Copa Catalunya, het belangrijkste toernooi in Catalonië, in 1996-97 en 1997-98, waarin Europa teams als CE Sabadell FC, RCD Espanyol en FC Barcelona versloeg.
In 1996-97 schakelde Europa Sabadell (1-0) en Espanyol (0-0) in de halve finales, die werden gespeeld in het Nova Creu Alta. In de finale, gehouden in het stadion van CE L'Hospitalet, versloeg Europa het eerste team van FC Barcelona in een historische wedstrijd. Op dat moment was Barcelona de winnaar van de Europacup II.
In 1997-98 herhaalde Europa een prestatie die onherhaalbaar leek te zijn. In de halve finale, gespeeld in het Nou Sardenya, won Europa van Espanyol (2-0). In de finale, gehouden in FC Barcelona's Mini Estadi, speelde Europa weer tegen Barcelona en speelde gelijk (1-1), waarna Europa in de penaltyserie won (3-4). FC Barcelona had dat seizoen de nationale dubbel gewonnen, maar kon niet van Europa winnen.

### Jaren 2000. Groei in alle aspecten
In de eerste jaren van de nieuwe eeuw eindigde Europa vaak laag in de Tercera División. In 2004 degradeerde de club zelfs, maar keerde na een jaar weer terug, waarna Europa vooral in het midden van de competitie.
Sinds 2001 heeft Europa veel groei op verschillende vlakken meegemaakt. De jeugdopleiding is opgericht dat jaar en is inmiddels uitgegroeid tot een van de meest prestigieuze jeugdafdelingen in Catalonië, met 38 jeugdteams, wat de opening van het Camp de l'Àliga mogelijk maakte. In 2001 werd ook het vrouwenteam van Europa opgericht, net als een aantal nieuwe fanclubs. Daarnaast presenteerde Europa een eigen website (2001), televisiezender (2003), radiokanaal (2008) en krant (2010). Bovendien opende Europa een basketbal- en zaalvoetbalafdeling, al zouden die na een paar jaar weer opgeheven worden.
In 2007-08 vierde Europa haar honderdjarig bestaan. Een van de vieringen was een vriendschappelijke wedstrijd tegen CA Osasuna in het Nou Sardenya (1-2).

### Jaren 2010 en 2020. Groei van resultaten en supporters
Vanaf 2012 speelde Europa een aantal sterke seizoenen in de Tercera División, na vele jaren van matige resultaten. De club plaatste zich viermaal op rij voor de play-off voor promotie naar de Segunda División B, waarin de club drie rondes moest overleven.
In 2012-13 eindigde Europa derde in de competitie. In de eerste ronde van de play-off nam de club het op tegen Arandina CF uit Castilië en León. Europa verloor thuis 0-1 en uit 2-0, waarna ze waren uitgeschakeld.
In 2013-14 eindigde Europa weer derde in de competitie. In de eerste ronde van de play-off won Europa van UD Mutilvera uit Navarra (1-0 en 0-0), maar werd in de tweede ronde uitgeschakeld door UD Socuéllamos uit Castilië-La Mancha (0-0 en 2-0).
In 2014-15 eindigde Europa nog een keer derde in de competitie, maar verloor in de play-off van Jerez CF uit Extremadura (1-0 en 2-0).
In 2015-16 eindigde Europa derde voor de vierde maal op rij en werd opnieuw in de eerste ronde van play-off uitgeschakeld, ditmaal door San Fernando CD uit Andalusië.
Echter was er ook goed nieuws. Europa won voor de derde keer een editie van de Copa Catalunya, door in 2015 Girona FC met 2-1 in de finale te verslaan. Deze wedstrijd werd gespeeld in het Nou Sardenya, waardoor duizenden supporters de wedstrijd konden meemaken.
Na vier vergelijkbare seizoenen verslechterden Europa's resultaten in de seizoenen die volgden. Het seizoen 2019-20 begon veelbelovend, aangezien Europa om de titel meestreed, maar werd stilgezet vanwege de coronapandemie. De tijdelijke stand werd aangenomen als de definitieve eindstand, waarna de vier hoogstgeplaatste teams een klein toernooi speelden om promotie. Europa verloor met 1-0 van Terrassa FC.
In 2020-21 was Europa succesvoller. Het ongebruikelijke seizoen (nog steeds beïnvloed door de pandemie) eindigde in een titel voor de club. Het eerste team behaalde de eerste plaats en promoveerde zo naar de nieuwe Segunda División RFEF, het nieuwe vierde niveau in Spanje. Het seizoen 2021-22 was teleurstellend en resulteerde in degradatie. Het seizoen erna ging beter en eindigde in promotie voor het eerste mannenteam naar de Segunda Federación, promotie voor het eerste vrouwenteam naar de Primera Federación (tweede niveau), promotie voor het reserveteam naar de Lliga Èlit en promotie van het eerste mannenteam onder 19 naar de División de Honor. Daarnaast kondigde Europa aan dat het ledenaantal meer dan het dubbele was gestegen (naar ruim 1.900) en brak het recordaantal toeschouwers in het Nou Sardenya (4.032).

## Erelijst

### Voetbal
- Copa del Rey
  - Finalist (1): 1923
- Tercera División/Tercera Federación
  - Winnaar (4): 1961-62, 1962-63, 2020-21, 2022-23

- Campionat de Catalunya
  - Winnaar (1): 1922-23

- Campionat de Catalunya de Segona Categoria
  - Winnaar (1): 1918-19
- Campionat de Catalunya Amateur
  - Winnaar (2): 1917-18, 1933-34
- Copa Catalunya
  - Winnaar (3): 1996-97, 1997-98, 2014-15

### Basketbal
- Catalaanse Kampioenschap
  - Winnaar (2): 1924, 1926

## Seizoenen
- 3 seizoenen in Primera División
- 5 seizoenen in Segunda División
- 1 seizoen in Segunda División B
- 2 seizoenen in Segunda Federación
- 58 seizoenen in Tercera División/Tercera Federación
- 18 seizoenen in Regionale competities

## Huidige selectie

### Spelerslijst
| Nr. | Pos. | Land | Speler            |
| --- | ---- | ---- | ----------------- |
| 1   | DM   | ESP  | Pau Torres        |
| 2   | V    | ESP  | Sergi Pastells    |
| 3   | V    | ESP  | Mario Domingo     |
| 4   | V    | ESP  | Àlex Cano         |
| 5   | V    | ESP  | Arnau Campeny     |
| 6   | V    | AND  | Marc Vales        |
| 7   | A    | ESP  | Javi Eslava       |
| 8   | M    | ESP  | Arnau Vilamitjana |
| 9   | A    | URU  | Pablo Servetti    |
| 10  | A    | ESP  | Víctor Aliaga     |
| 11  | M    | ESP  | Adnane Ghailan    |
| 12  | A    | ESP  | Michael Makuemino |
| 13  | DM   | ESP  | Joel Ruiz         |
| 14  | M    | ESP  | Àlex Plà          |
| 15  | V    | ESP  | Iván Bravo        |
| 16  | M    | ESP  | Pau López         |
| 17  | V    | ESP  | Guillem Castell   |
| 18  | A    | ESP  | Adrià Gené        |
| 19  | M    | ESP  | Bermu             |
| 20  | M    | ESP  | Noel Carbonell    |
| 21  | V    | EQG  | Santi Borikó      |
| 22  | V    | ESP  | Manel Lozano      |
| 25  | DM   | ESP  | Álvaro Rodríguez  |

### Technische staf
| Positie             | Staflid             |
| ------------------- | ------------------- |
| Manager             | Aday Benítez        |
| Assistent manager   | Ramon Gatell        |
| Technisch assistent | Alberto González    |
| Keeperstrainer      | Pedro Puigserver    |
| Conditietrainer     | Jesús Rodicio       |
| Conditietrainer     | Víctor Molina       |
| Physiotherapeut     | Adrià Lorenzo       |
| Physiotherapeut     | Noelia Balaguer     |
| Delegatie           | Enric Vargas        |
| Video/scouting      | Yoshinobu Nishizaki |
| Nutsman             | Ignasi Carranza     |
| Hoofd pers          | Àngel Garreta       |

## Vrouwenafdeling
Sinds 2001 heeft Europa een vrouwenafdeling en door de jaren heen zijn steeds meer vrouwenteams gecreëerd binnen de club. Het eerste vrouwenteam speelt het seizoen 2024-25 in de Segunda Federación, het derde niveau van het Spaanse voetbal, en is daarmee het hoogstgeplaatste volwassen team van Europa.
Vanuit Europa wordt gewerkt om de verschillen tussen mannen en vrouwen in de voetbalwereld te verkleinen. Zo krijgen de mannen- en vrouwenteams van Europa evenveel aandacht op de club's officiële kanalen, is er een vrouwencommissie binnen de club opgezet en krijgen vrouwen 20 procent korting op het clublidmaatschap, om de betaalkloof tussen mannen en vrouwen te compenseren. Een van de resultaten van deze maatregelen is het relatief hoge toeschouwersaantal bij wedstrijden van her eerste vrouwenteam in 2023-24: een gemiddelde van 400, tegenover het gemiddelde van 2.000 bij wedstrijden van het eerste mannenteam. In 2023-24 is een ratio van één op vijf toeschouwers bij vrouwen- en mannenwedstrijden zeldzaam hoog in het mondiale voetbal.

## Jeugdafdeling

### Jeugdafdeling en voetbalschool
De eerste stappen voor de stichting van een jeugdafdeling van Europa werden gezet in 1991, toen een voetbalschool onafhankelijk van de club werd gecreëerd. Gezien de veelbelovende resultaten (zowel op sportief als op financieel gebied) werd de school drie jaar later opgenomen in de structuur van de club. De opening van het Nou Sardenya, de opening van het Camp de l'Àliga en de aanleg van kunstgras in het laatste stadion waren belangrijke stappen in de ontwikkeling van de jeugdafdeling.
Momenteel beschikt Europa over 46 teams, waarvan 16 zijn ingeschreven bij de Private Sport Stichting Europa, een entiteit gelinkt aan de club, zonder verschil in praktisch functioneren.

### Reserveteam
In 2002 bereikte Europa een akkoord met UE Caprabo in de Primera Regional, waarmee dat team het officiële reserveteam van Europa werd. De naam van die club werd veranderd naar UE Caprabo Europa B, maar behield het eigen tenue en logo. De club promoveerde in 2006 naar de Primera Catalana. Het leek erop dat de club werd opgenomen door Europa, maar de samenwerking kwam tot einde in 2007, wat samenviel met de degradatie van het reserveteam. Later werd UE Caprabo geabsorbeerd door AE Josep Maria Gené.
In 2012-13 werd CE Europa B opgericht, een reserveteam dat vanaf het begin deel uitmaakt van CE Europa. De club begon te spelen in de Quarta Catalana, het laagste niveau. In 2023-24 behaalde Europa B promotie naar de Tercera Federación, het vijfde niveau.

### Mannenteam onder 19
Een van de grootste successen van de jeugdafdeling was de promotie van het hoogste jeugdteam, de mannen onder 19, naar de División de Honor. Sindsdien wisselt dit team deze competitie af met de Liga Nacional, het tweede niveau van jeugdvoetbal.

## Andere afdelingen
In de jaren twintig van de vorige eeuw was Europa een sportvereniging, aangezien alles nog volledig amateuristisch was en leden verschillende sporten konden beoefenen. In deze periode was er een sectie van atletiek (rond 1920), basketbal (1922), hockey (1925) en honkbal. De eerste afdeling was de meest succesvolle, vooral in het onderdeel Cross, waarin het een Catalaanse titel won. Daarnaast had Europa een rugbyafdeling, dat een kort leven leidde (1930).
De crisis van 1931 leidde tot de verdwijning van alle secties, behalve die van voetbal, waarna Europa een voetbalclub werd. In de jaren negentig begon de club een nieuwe basketbal- en zaalvoetbalafdeling, maar dat die lang zouden blijven bestaan. Tegenwoordig beschikt de club, naast de voetbalafdeling, over een zaalvoetbalafdeling en een E-sportafdeling, waarvan vooral de laatste erg succesvol is.

### Basketbal
Europa speelde de eerste georganiseerde basketbalwedstrijd in Spanje, namelijk op 8 december 1922. De locatie was Europa's Camp de Sicília, in El Camp d'en Grassot, en de tegenstander was een andere pionier van het Spaanse basketbal: Laietà BC, dat met 8-2 van Europa verloor. Het was een succesvolle periode voor Europa's basketbalteam, dat in 1924 en 1926 de Catalaanse titels veroverde.

## Huidig bestuur
Tijdens de verkiezingen op 23 april 2023 is het volgende bestuur verkozen:
- President: Hèctor Ibar
- 1e Vice President: Vicenç Martí
- 2e Vice President: Àlex López
- Penningmeester: Cesc Boada
- Secretaris: Jordi Collell
- Woordvoerder: Jordi Marí
- Woordvoerder: Albert Tomàs
- Woordvoerder: Jacobo Ocharan
- Woordvoerder: Carles Mur
- Woordvoerder: Ramon Armengol
- Woordvoerder: Daniel Sánchez

## Lijst van presidenten
Europa heeft in totaal 35 presidenten gekend, waarvan twee hun termijn hebben herhaald:
| 1907-1948 | 1948-1975 | 1975-heden |
| --- | --- | --- |
| - Rodolf Colell i Admetller (1907–11) - Francesc Ventura (1911–13) - Frederic Soler (1915-15) - Joan Matas i Ramis (1915–26) - Lluís Ollé i Tintoré (1926–27) - Domènec Colomé (1927–28) - Joan Matas i Ramis (1928–31) - Antoni Massoni (1931–32) - Francesc Sugot i Morell (1932–36) - Jaume Planas i Ferrer (1936–37) - Francesc Sugot i Morell (1937–41) - Rafel Andreu i Magri (1941–46) - Josep Vieta i Pros (1946–48) | - Miquel Iglesias i Puig (1948–53) - Ramon Capdevila i Carbó (1953–54) - Eusebi Martí i Mingot (1954–56) - Lluís Casacuberta i Armengol (1956–59) - Joan Pont i Anoll (1959–62) - Joan Zalacaín Lascorz (1962–64) - Josep Chover i Nolla (1964–65) - Diego Navarro Sánchez (1965–68) - Joan Lluís Nadal de Quadras (1968–71) - Francesc Hidalgo i Barriuso (1971–74) - Màrius de Boet i Robert (1974) - Francesc Tarruella (1974–75) - Joaquim Vieta i Anguera (1975) | - Bernardí Balagué i Batlles (1975–80) - Ferran Valverde i Giménez (1980–84) - Joaquim Canillo i Piñol (1984–86) - Jaume Martí (1986) - Josep Castro i Fernández (1986–95) - Joan Grases i Ventura (1995–98) - Josep Bartolí Montoliu (1998–99) - Conrad Pugés i Rull (1999-2003) - Joan Josep Isern i Aranda (2003–07) - Guillaume de Bode (2007–17) - Víctor Martínez Izquierdo (2017-2023) - Hèctor Ibar Torras (2023-) |

## Lijst van coaches
Europa's eerste coach was de Engelsman Ralph Kirby. Later heeft de club tientallen andere coaches gekend:
| 1922-1963 | 1963-1984 | 1984-heden |
| --- | --- | --- |
| - Ralph Kirby (1922-1924) - Bonaventura Pelaó (1924–26) - Karl Heinlein (1926–29) - Joan Bordoy (1930–31) - Càndid Mauricio (1931–32) - Amadeu Cartes (1932–34) - Càndid Mauricio (1934–39) - Esteve Pelaó (1939–40) - Càndid Mauricio (1940–42) - Francesc Cifré (1942–43) - Josep Montserrat (1943–44) - Teodor Mauri (1944–46) - Càndid Mauricio (1946–47) - Francesc Cifré (1947–48) - Vicenç Saura (1948–49) - Joan Pellicer (1949) - Cristòfol Martí (1949–50) - Manel Cruz (1950–51) - Miquel Ibarra (1951–53) - Josep Maria García Bancells (1953) - Manel Cruz (1953–54) - Francesc "Siscu" Betancourt (1954–55) - Perico Solé (1955–57) - Benito García (1957–58) - Marcel Domingo (1958) - Julián Arcas (1958) - Mario Anchisi (1958–59) - Joan Deprius (1959) - Miquel Gual (1959–60) - Jordi Benavent (1960–61) - Enric Bescós (1961) - Josep Núñez (1961–63) | - Juan Zambudio Velasco (1963–64) - Narcís Falcó (1964) - Gabriel Taltavull (1964–65) - Luis Cid, "Carriega" (1965–66) - Joan Navarro (1966–68) - Josep Núñez (1968–69) - Joan Navarro (1969–71) - Joaquim Carreras (1971–72) - Carles Farrés (1972) - Gerard Gatell (1972) - Antoni Argilés (1972–73) - Pepe Rincón (1973–74) - Ferran Argila (1974) - Gerard Gatell (1974–75) - Lluís Muñoz (1975–76) - Antoni Lagunas (1976) - Josep Monfort (1976–77) - Alfred Matamala (1977–78) - Tomàs Barris (1978–79) - Díaz Dagoraz (1979–80) - Alfred Vera (1980) - Gerard Gatell (1980) - Joan Navarro (1980–81) - Pepe Rincón (1981) - Alfred Vera (1981) - Antonio Jesús López Cirauqui (1981) - Waldo Ramos (1981) - Antoni Celdran (1981–82) - Jordi Solsona (1982–84) - Fernando Valverde (1984) - Jordi Muntané (1984) | - Paco Martínez Bonachera (1984–85) - Manuel Rodríguez, 'Rodri' (1985) - Antoni Lagunas (1985–86) - Julià Garcia (1986) - Pau Sahún (1986) - Jordi Muntané (1986–87) - Carles Anglès (1987–90) - Martí Alavedra (1990–91) - Juanito Blázquez (1991) - Rodri Artero (1991–92) - Carlos Pacheco (1992) - Antoni Muñoz (1992–93) - Alfons Gallardo (1993) - Josep Maria Rovira (1993–95) - Osman Bendezú (1995) - Josep Moratalla (1995–97) - Tintín Márquez (1997–98) - Albert Roca (1998–99) - Juan Moscoso (1999-2001) - Alfons Gallardo (2001–02) - Miquel Corominas (2002–03) - Juan Moscoso (2003–04) - Josep Moratalla (2004–06) - Manolo Márquez (2006–07) - José Ángel Valero (2007–09) - Pedro Dólera (2009–15) - Albert Poch (2015–16) - Joan Esteva (2016–18) - David Vilajoana (2018–22) - Gerard Albadalejo (2022) - Ignasi Senabre (2022–24) - Aday Benítez (2024–heden) |

## Bekende (oud-)spelers
De volgende lijst bevat spelers die nationale of internationale bekendheid hebben bereikt voor of nadat ze bij Europa speelden:
- Gerrit Jan Bartels
- Marià Gonzalvo
- Eulogio Martínez
- Antoni Ramallets
- Zoltán Czibor

De volgende lijst bevat spelers die lokale of nationale bekendheid hebben bereikt terwijl ze bij Europa speelden:
- Manuel Cros
- Joan Bordoy
- Antonio Alcázar
- Cándido Mauricio
- Pepe Mauri
- Rogeli Pàmpols
- Pep Rovira
- Ventura Gómez
- Carles Capella
- Àlex Delmàs
- Xavi Lucas
- Alberto González
- Àlex Cano

Europa's topscorer aller tijden is Manuel Cros, met 113 goals. Europa's speler met de meeste wedstrijden ooit is Àlex Cano, met 472 wedstrijden.

## Rivaliteiten
Door de jaren heen heeft Europa veel verschillende rivalen gekend, waaronder FC Internacional (jaren 1910), CE Júpiter (jaren 1910), FC Barcelona (jaren 1920), UD Gràcia (jaren 1940), UE Sants (jaren 1950 en 1960), FC Martinenc (jaren 1920, 1980 en 1990) en UE Sant Andreu (sinds 2007). Vooral de rivaliteiten met FC Barcelona, UE Sants en UE Sant Andreu werden intens beleefd.
De belangrijkste huidige rivaliteit is die met UE Sant Andreu. Over het algemeen wordt aangenomen dat deze rivaliteit begon in 2007, tijdens een wedstrijd tussen beide teams in het Camp Municipal Narcís Sala. De rivaliteit is nog steeds levend, met name tussen de supportersgroepen van beide teams: de Eskapulats (Europa) en de Desperdicis (Sant Andreu).

## Trofeu Vila de Gràcia
De Trofeu Vila de Gràcia is een vriendschappelijk toernooi dat wordt jaarlijks wordt georganiseerd door Europa sinds 1995. Het toernooi bestaat uit één wedstrijd tussen Europa's eerste mannenteam en een uitgenodigd team. Over het algemeen wordt de wedstrijd op 15 augustus gespeeld, wat samenvalt met het wijkfeest Festa Major de Gràcia. Het toernooi dient als introductie van het nieuwe seizoen en presentatie van de nieuwe selectie.
In 2003 organiseerde de fanclub Caliu Gracienc een vergelijkbaar toernooi voor het eerste vrouwenteam: Torneig Caliu Gracienc. De traditie werd verloren in 2013 en werd vier jaar later weer hersteld, ditmaal als het homonieme Trofeu Vila de Gràcia. Dit toernooi bestaat ook uit één wedstrijd en wordt eind augustus of begin september gehouden.

## Institutionele onderscheidingen
- Zilveren plakkaat in de Koninklijke Orde van de Sport Prestatie, uitgereikt door de Consejo Nacional de Deportes (2007).
- Creu de Sant Jordi, uitgereikt door de Regering van Catalonië (2007).
- Gouden Medaille van de Stad, uitgereikt door de Gemeenteraad van Barcelona (2007).

## Media
Door de jaren heen heeft Europa veel officiële publicaties gekend, vooral in de vorm van een magazine of krant, sinds de jaren vijftig. Sinds 2001 heeft Europa ook digitale media.

### Website
De officiële website van de club is gelanceerd op 11 november 2001 en publiceert elke dag een bericht sinds 2003. Europa's website was de eerste van alle Spaanse voetbalclubs om een wedstrijd live uit te zenden en wordt gezien als een van de pioniers van de websites van Spaanse voetbalclubs.

### L'Escapvlat
L'Escapvlat is de officiële publicatie van de club. Het werd van 2010 tot 2023 maandelijks gepubliceerd in de vorm van een krant, totdat het in 2023 een moderner magazine werd dat eens in de drie maanden wordt uitgegeven. Het bespreekt alleen club-gerelateerde inhoud en wordt gratis uitgedeeld aan clubleden en op distributiepunten door de stad heen. De naam is afgeleid van de bijnaam voor Europa's spelers, escapulats, gebaseerd op het tenue van de club (de V op het tenue heet een escapulari in het Catalaans).

### Andere technologieën
Europa heeft andere media kanalen gekend, zoals Europa TV (2003) en Europa Ràdio (2008). Deze verdwenen na de opkomst van sociale media, waar Europa ook actief op is, zoals op Facebook, Instagram en X.

## Supportersverenigingen en fanschare

### Supportersverenigingen en leden
In het seizoen 2024-25 heeft Europa 2.800 leden en 16 officiële supportersverenigingen.
- Agrupació Europeista (opgericht in 1948)
- Grup Europeista Pep Rovira (1980)
- Caliu Gracienc (1996)
- Torcida Escapulada (2002)
- Cavallers (2013)
- Eskapulats (2013)
- PyonYang Escapulat (2016)
- The Elements (2018)
- Xupitos (2019)
- The Old Bastards (2021)
- Comelinier (2023)
- Infiltrats (2024)
- La 290 - El Poblet (2024)
- Penya Bescantats (2024)
- Grup Europeista Carles Bestit (2025)
- Penya Europeista La Renaixença (2025)

#### Ontwikkeling ledenaantal
| Seizoen | Ledenaantal |
| ------- | ----------- |
| 2020-21 | 495         |
| 2021-22 | 442         |
| 2022-23 | 732         |
| 2023-24 | 1.948       |
| 2024-25 | 2.800       |

### Sociale dimensie
De supporters van Europa zijn bekend onder de bijnamen europeistes en escapulats. Deze laatste bijnaam is een verwijzing naar het clubtenue, concreet naar de blauwe V (escapulari in het Catalaans) dat is uitgegroeid tot een van de belangrijkste clubsymbolen. Bovendien staan de spelers ook wel bekend als graciencs, de naam voor inwoners van Gràcia.
De club heeft een duidelijk afgebakend politiek profiel sinds het begin van de campagne DIEM NO, waarin de club zich formeel antifascistisch, antiracistisch, antihomofoob en antiseksistisch verklaarde. Daarnaast heeft Europa het gebruik van de Catalaanse taal verdedigd sinds haar oprichting en communiceert het nog steeds exclusief in het Catalaans. De belangrijkste supportersvereniging, de Eskapulats, delen deze waarden.
In de laatste jaren is de populariteit van Europa in de nationale en internationale pers gegroeid dankzij haar profiel als volksclub in Barcelona samen met UE Sant Andreu, vooral in tegenstelling met de professionele voetbalclubs in de stad, FC Barcelona en RCD Espanyol. Europa wordt over het algemeen gepresenteerd als een buurtclub, een club met relatief lage ticketprijzen, een club die contact tussen spelers en supporters faciliteert en een club waarvan haar leden de eigenaren zijn. Deze kenmerken hebben tientallen nieuwe lokale en buitenlandse leden aangetrokken.
Sinds het einde van de jaren 1910 staat Europa bekend als de vertegenwoordigende club van Gràcia. Daarvoor stond het nog bekend als een voetbalclub uit El Poblet, omdat de club in deze wijk is opgericht en hier de eerste jaren van haar bestaan de thuiswedstrijden afwerkte. In de jaren 2010 begon de club met het verdedigen van haar oorsprong in El Poblet, gesteund door de club's deelname aan sociale activiteiten in de wijk en de creatie van de supportersvereniging La 290 - El Poblet in 2024. Andere gebieden in Barcelona waar Europa banden mee heeft zijn het Baix Guinardó, het Camp d'en Grassot, Sant Gervasi, la Salut, Vallcarca i els Penitents en Can Baró. Dit werd bewezen door een studie gedaan door de club zelf in 2024, waaruit bleek dat 83,5% van de clubleden in de Vlakte van Barcelona (het grootste deel van de stad Barcelona) woonde en 40% van het totaal geconcentreerd was in Gràcia. Bovendien woonden er Europa-leden in meer dan honderd gemeenten door heel Catalonië.

## Grup d'Història Ramon Vergés
De Grup d'Història Ramon Vergés, oftewel Geschiedenisgroep Ramon Vergés, is een onafhankelijke organisatie die onderzoek en verslag doet over de geschiedenis van Europa. De groep werd gecreëerd op 26 november 2017 na het samenkomen van zes Europa-supporters met een passie voor de clubgeschiedenis. De groepsnaam is een eerbetoon aan Ramon Vergés i Soler, een oud-geschiedkundige, -vertegenwoordiger en -bestuurslid van Europa die ook drie boeken over de clubgeschiedenis heeft geschreven.
De Grup d'Història Ramon Vergés doet onderzoek naar, documenteert en doet verslag van de geschiedenis van Europa op verschillende manieren. De organisatie onderzoekt statistieken, biografieën van oud-spelers, de ontwikkeling van de stadions en logo's, historische wedstrijdverslagen en andere historische fenomenen die met Europa te maken hebben. Hierna worden de resultaten normaliter gepresenteerd op de website of sociale media kanalen van de groep, terwijl ze ook over een sectie beschikken in de podcast Toc Escapulat. Bovendien heeft de organisatie documentaires over de clubgeschiedenis uitgebracht, heeft ze een motie ingediend -met succes- om de hoofdtribune van het Nou Sardenya te hernoemen tot de Tribuna Ramon Vergés i Soler, organiseert ze eerbetonen aan personen of groepen die belangrijk zijn geweest in Europa's geschiedenis en conserveert ze een uitgebreide collectie met historische Europa-gerelateerde objecten.

## Private Sport Stichting Europa
De Fundació Privada Esportiva Europa, ofwel Private Sport Stichting Europa, is een ONG gelinkt aan Europa die zich wijdt aan de sociale ontwikkeling van Europa. De stichting is opgericht op 10 september 2023. Het kantoor bevindt zich in het Camp de l'Àliga.
Binnen de stichting worden de volgende activiteiten gepromoot:
- Programma's voor sociale inclusie door middel van sport promoten
- Sportbeurzen en -faciliteiten beschikbaar stellen voor families zonder genoeg middelen
- Integratie en persoonlijke ontwikkeling bevorderen door middel van sport
- Deelnemen aan het onderhoud en de ontwikkeling van de jeugdafdeling